# Vzpoura v Seattlu
Vzpoura v Seattlu je americko-německo-kanadský film z roku 2007 a zároveň režijní debut herce Stuarta Townsenda. Scénář je postaven na nepokojích, které provázely konferenci Světové obchodní organizace (WTO) v roce 1999 v Seattlu. Světová premiéra filmu proběhla 22. května 2008 na Mezinárodním filmovém festivalu v Seattlu.

## Zápletka
Film se detailně věnuje historickému protestu z roku 1999, kdy tisíce aktivistů přijelo do Seattlu ve státě Washington v USA, aby hromadně protestovali proti setkání WTO v roce 1999. WTO je totiž protestujícími považována za hlavního viníka rozšiřování socio-ekonomické propasti mezi bohatými a chudými, ačkoliv WTO prohlašuje, že se právě tento problém (společně se světovým hladem, nemocemi a úmrtností) snaží vyřešit.
Hlavním záběrem filmu jsou skupiny, které se v Seattlu setkaly během pěti dní v roce 1999, kdy demonstranti protestovali proti konferenci WTO v ulicích Seattlu - umírnění protestanti se dostali do konfliktu s malou skupinou lidí, která ničila majetek, a jejíž činy byly hlavním záběrem médií. Ačkoliv protesty začaly umírněně s cílem přerušit sjezd WTO, policie proti demonstrantům zakročila se slzným plynem a situace se vyhrotila v otevřené nepokoje a stav ohrožení, které proti sobě postavily demonstranty, policii a národní gardu USA.

## Obsazení
| Martin Henderson   | Jay                |
| Michelle Rodriguez | Lou                |
| Charlize Theron    | Ella               |
| Woody Harrelson    | Dale               |
| André Benjamin     | Django             |
| Connie Nielsen     | Jean               |
| Ray Liotta         | Starosta Jim Tobin |
| Tzi Ma             | Guvernér           |
| Channing Tatum     | Johnson            |
| Jennifer Carpenter | Sam                |
| Ivana Miličević    | Carla              |
| Joshua Jackson     | Randall            |
| Isaach De Bankolé  | Abasi              |
| Rade Serbedzija    | Doktor Meric       |

## Filmové lokace
- Vancouver, Britská Kolumbie, Kanada
- Seattle, Washington